# Tellervo suanetes
Tellervo suanetes är en fjärilsart som beskrevs av Hans Fruhstorfer 1911. Tellervo suanetes ingår i släktet Tellervo och familjen praktfjärilar. Inga underarter finns listade i Catalogue of Life.